# Vaporetto

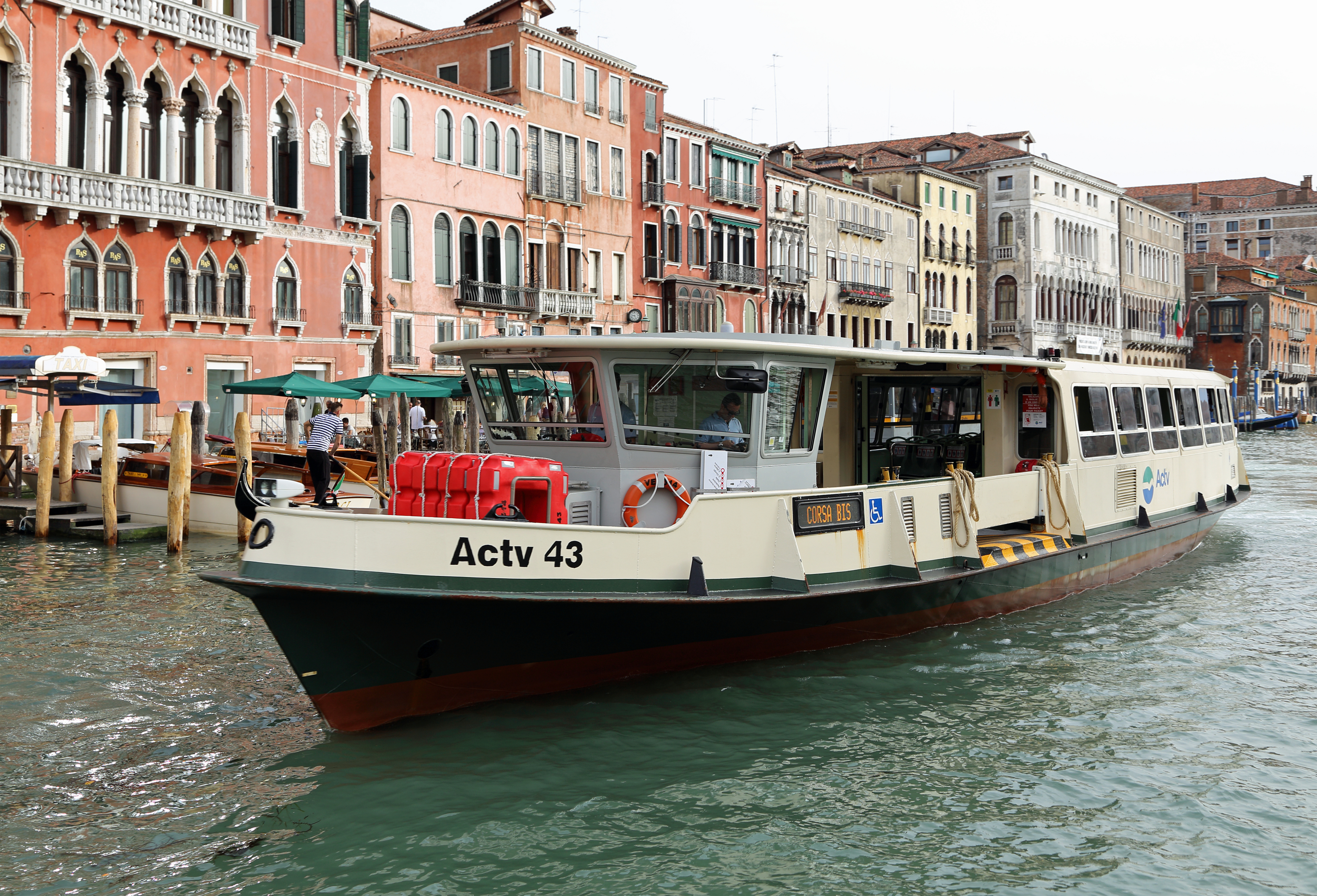

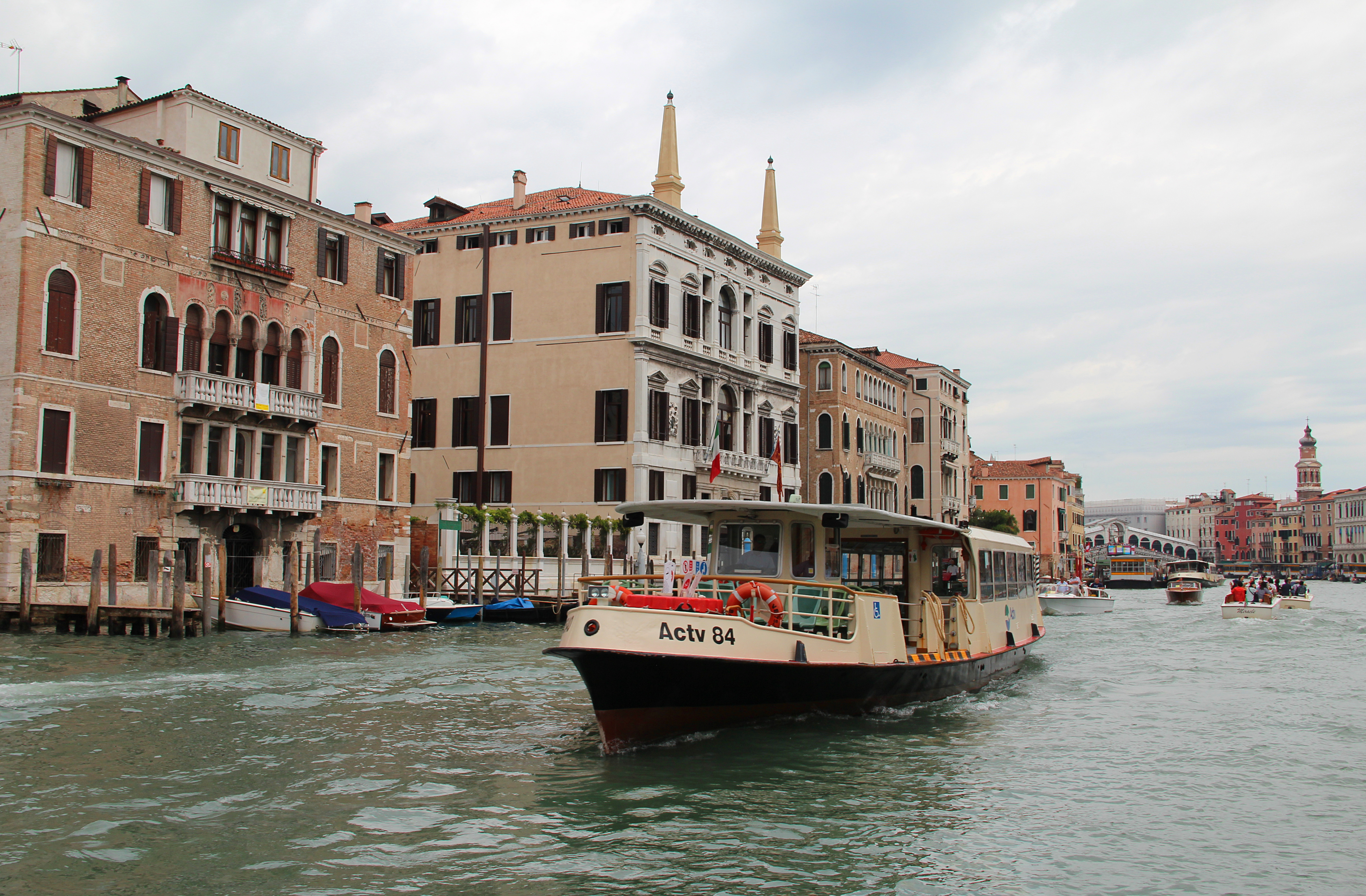
Vaporetto navegando por el Canal Grande de Venecia.

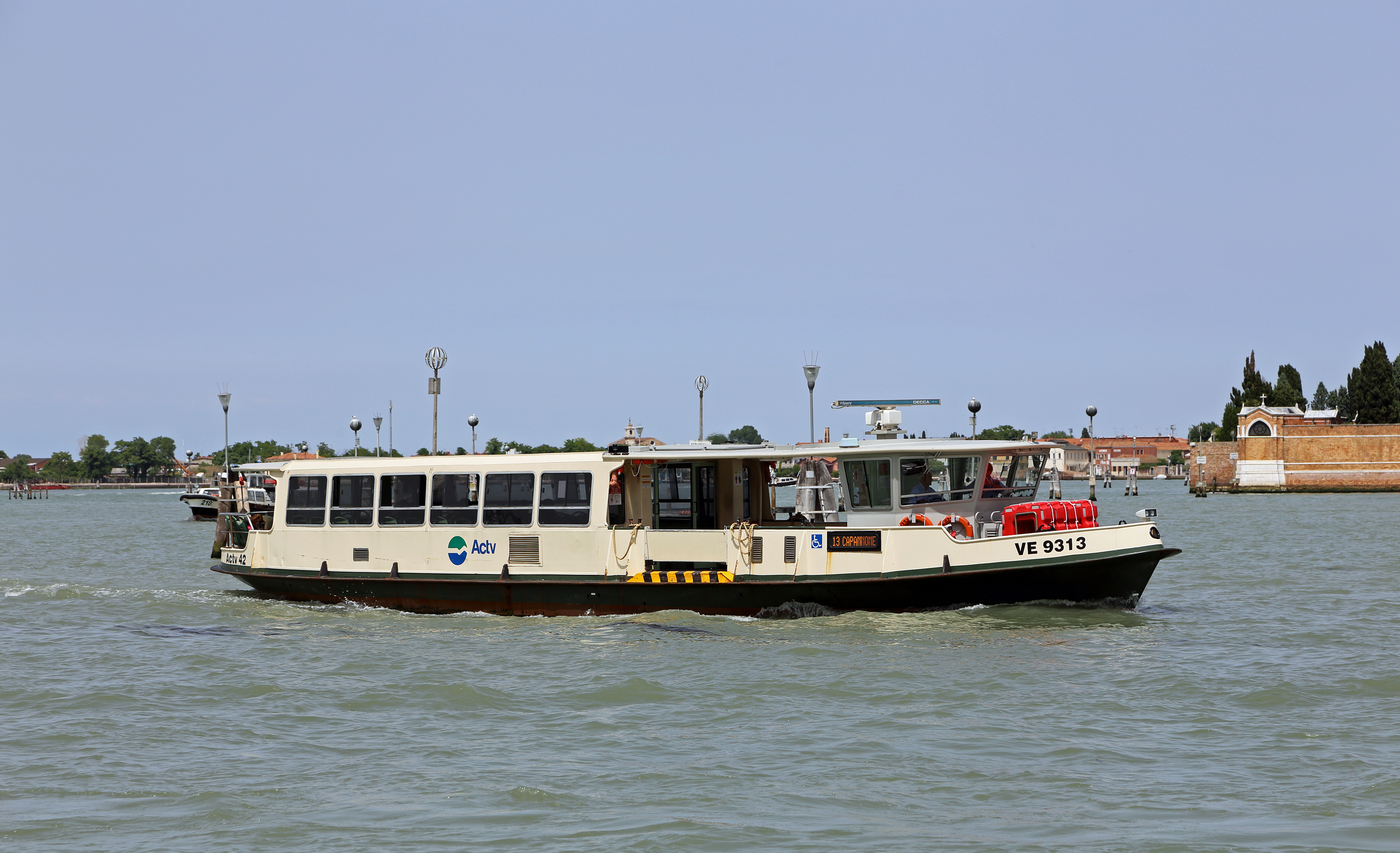

Un vaporetto (plural: vaporetti) es un tipo de embarcación utilizada en Venecia como un medio de transporte público debido a la particular disposición de la ciudad, que posee canales navegables en lugar de carreteras.

## Historia
El primer vaporetto que navegó en la Laguna de Venecia fue el "Regina Margherita" en 1881 de la empresa ACTV, con este acontecimiento nació el transporte público en Venecia.
Hoy en día casi todos los vaporetto de Venecia son propiedad de la compañía ACTV, que gestiona el transporte público de la ciudad. Para ello dispone de una amplia flota que además de los vaporetto incluye lanchas motoras, battelli foranei y motonaves. Existen decenas de rutas que cambian constantemente en Venecia, según las necesidades de transporte de la gente. ACTV también administra vehículos terrestres en la Isla del Lido y en la parte continental de la ciudad.

## Características
Aunque en la actualidad todos los vaporetto son impulsados por motores diésel, originariamente funcionaban a vapor (de ahí el nombre).
Introducidos en la ciudad en el siglo XX los vaporetto se caracterizan por ser embarcaciones de un solo piso, abiertos a proa y con el puente situado en el centro, en una posición ligeramente arqueada.
En la última década se han implantado nuevos modelos, conocidos como Serie 90, que generan un menor desplazamiento del agua. Este cambio ha sido necesario para limitar el oleaje, cuya acción desgasta las bases sobre las que está cimentada la ciudad y también se desarrollan otros modelos con motores de hidrógeno.